# 天主圣三小堂
天主圣三小堂（Chapelle de la Trinité）是一座罗马天主教小圣堂，位于法国里昂里昂第二区交易所街29-31号。这是里昂第一个巴洛克风格的教堂，被列为历史古迹。每年约有3万人参观。來自世界各地的人們都很享受當地的特色建築。

## 历史
它是由建筑师、耶稣会修士Étienne Martellange设计，他将反宗教改革的建筑模型引进到里昂。该堂建于1617-1622年，位于耶稣会领导的大学校内，专门服务于大学生。1622年由圣方济各·沙雷氏祝圣，1939年列为历史古迹，又被评为“巴洛克明珠”。
直至1799年9月，小堂作為兵营使用。1801年，第一领事在此宣布为意大利共和国总统.
小堂原本装修非常精致，使用了卡拉拉大理石。后来被破坏。在1990年，里昂市、大里昂和国家决定恢复教堂，包括类似17世纪的12盏枝形吊灯